# Generální stavy

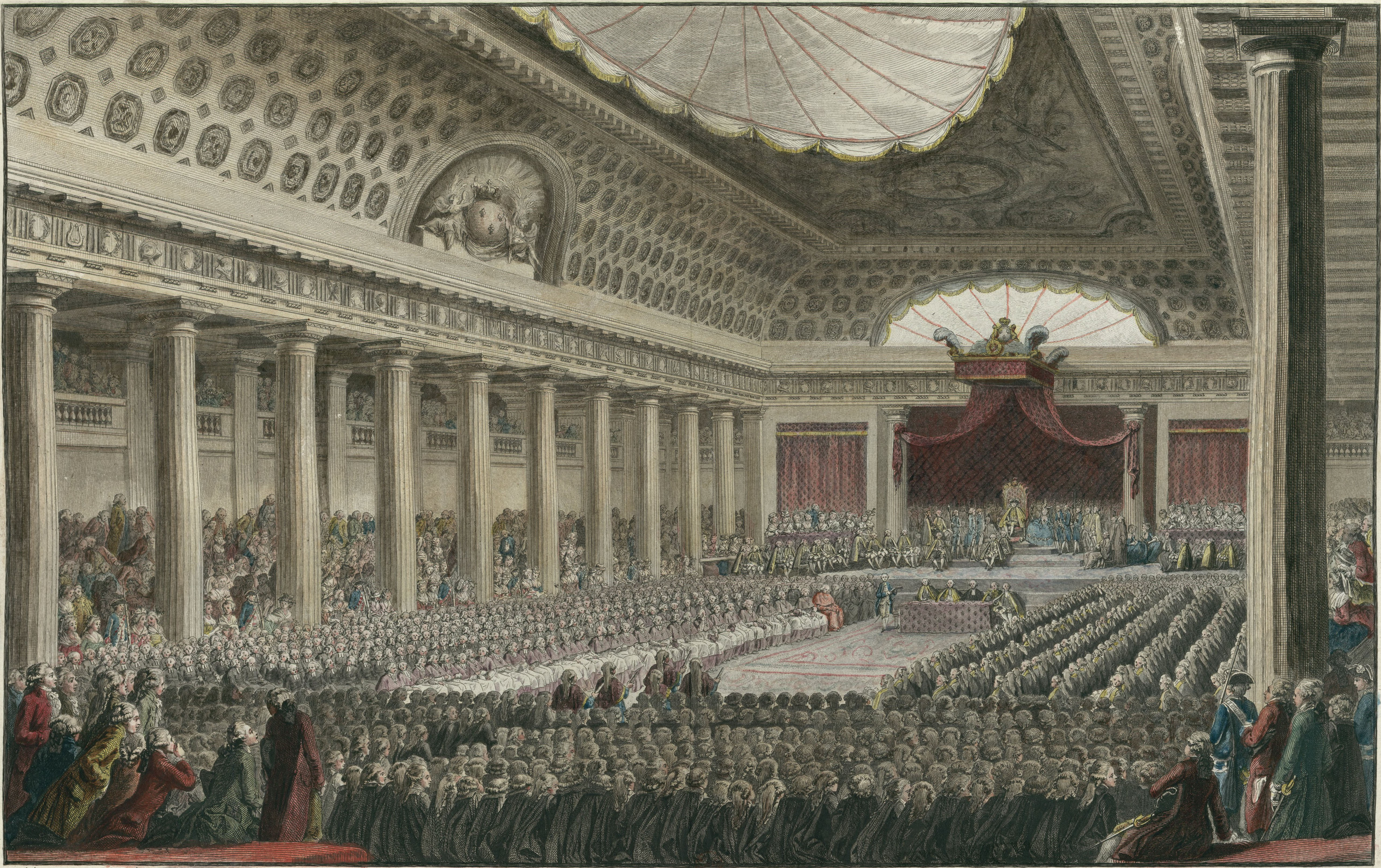
Zahájení jednání generálních stavů

Generální stavy byl legislativní sněm tří francouzských stavů (šlechty, duchovenstva a třetího stavu), který fungoval jako poradní sbor francouzských králů bez výraznějších vlastních pravomocí. Sněm sehrál rozhodující úlohu při vypuknutí Velké francouzské revoluce.

## Historie
Počátky generálních stavů spadají do roku 1302, kdy se vyšší šlechta rozhodla společně prosazovat své zájmy. To vedlo ke vzniku i ostatních stavů. Svolány byly také například roku 1614, kdy měly za úkol řešit náboženské rozpory, rozdělení úřadů a špatnou finanční situaci země.
Stavy byly svolávány a rozpouštěny králem, jednání jednotlivých stavů probíhalo odděleně.
Generální stavy roku 1789 byly svolány králem Ludvíkem XVI., dne 5. května 1789; tyto volby zástupců generálních stavů se staly počátkem Velké francouzské revoluce. Vedly totiž k tomu, že se třetí stav zorganizoval v Národní shromáždění a, navzdory protestům krále, přizval i stav první a druhý a tím se sněm generálních stavů zanikl ve své původní podobě. 